# Toll (Adelsgeschlecht)

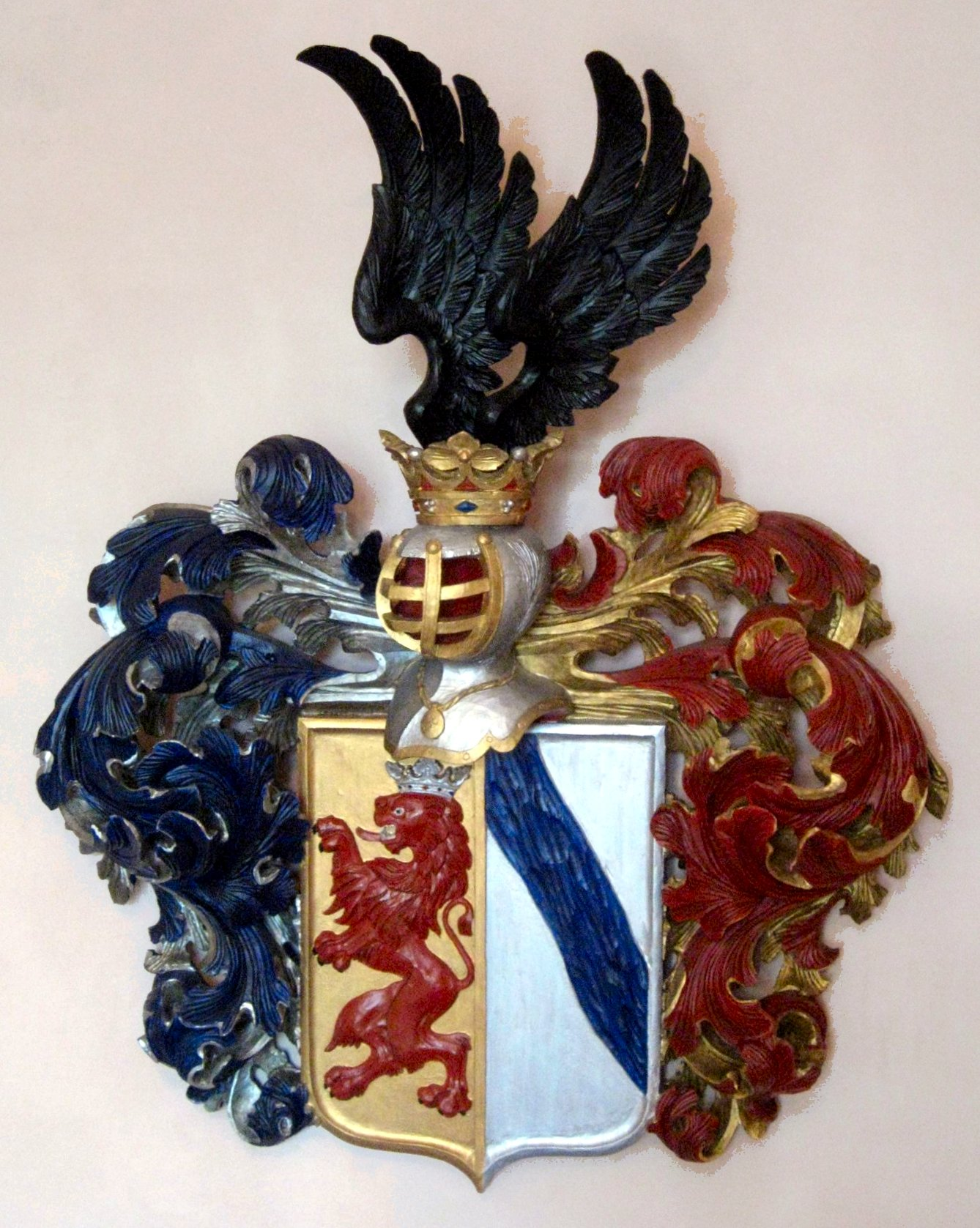
Stammwappen derer von Toll

Toll ist der Name eines baltischen Adelsgeschlechts. Zweige der Familie bestehen gegenwärtig fort.

## Geschichte
Das Geschlecht beginnt seine gesicherte und ununterbrochene Stammreihe mit Lucas Toll, dessen  Mutter nach Wittenberg geflohen war und der 1544 an der Leucorea studierte, schließlich mit Magnus von Holstein als dessen Kanzlei-Junker nach Oesel kam und 1560 mit Medel ebd. belehnt wurde. Die These Klingspors es handele sich um ein den Brederode stammverwandtes uradeliges Geschlecht aus Holland, gilt als unbelegt. Wahrscheinlicher, wenn auch ebenfalls unbewiesen, ist eine bereits frühere Anwesenheit auf Oesel, wo Namensträger Tolle, Tülle oder Tule seit dem 14. Jahrhundert urkundlich auftraten. 
Die Deszendenz des obigen Lucas Toll zu Medel, welcher seit 1554 bischöflicher Landschreiber war, teilte sich in zahlreiche Linien.
Aus der Linie Arromois erhielt der schwedische Major Carl Friedrich von Toll († 1741) im Jahre 1723 die schwedische Adelsnaturalisation mit Introduzierung bei der Adelsklasse auf dem Ritterhaus (Nr. 1777). Des zuvor genannten Enkel, der schwedische Oberstleutnant und Erbherr auf Etola Carl Friedrich von Toll (1766–1837) wurde 1818 bei der Adelsklasse der finnischen Ritterschaft immatrikuliert (Nr. 113). Die Linie ist 1871 im Mannesstamm erloschen.
Aus der Linie Kusenöm wurde der schwedische Major und Erbherr auf Aminne, Olsböle und Kourla Carl Friedrich von Toll (1718–1784) gemeinsam mit seinen Vettern, den Brüdern Erik Ludwig von Toll, schwedischer Stabsrittmeister, Carl Gustav von Toll (1741–1817), schwedischer Leutnant und Johann Christopher von Toll (1743–1817), schwedischer Oberjägermeister und nachmaliger Generalleutnant im Jahre 1772 bei der Adelsklasse der schwedischen Ritterschaft Introduziert (Nr. 2078). Zuletztgenannter wurde 1799 in den schwedischen Freiherrnstand gehoben und 1800 bei der Freiherrnklasse der Ritterschaft introduziert (Nr. 314), weiterhin 1814 in den schwedischen Grafenstand gehoben und 1815 bei der Grafenklasse der Ritterschaft introduziert (Nr. 127). Der schwedische Major, Kammerherr und Oberadjutant des Königs Philipp Adam von Toll (1782–1865), Sohn des oben genannten Carl Gustav von Toll, wurde 1813 in den schwedischen Freiherrnstand gehoben und bei der Freiherrnklasse der Ritterschaft introduziert (Nr. 314 B).
Im Oktober 1855 hat das Gesamtgeschlecht mit Senatsukas (Nr. 7867) die russische Anerkennung zum Führen des Baronstitels erhalten. Infolgedessen erging für die ebenfalls der Linie Kusenöm angehörenden Brüder, den preußischen Hauptmann a. D. und oldenburgischen Kammerherrn Ernst von Toll und den preußischen Leutnant im Dragoner-Regiment Nr. 19, nachmaliger Generalmajor Hans von Toll (* 1859) in Berlin durch Allerhöchste Kabinettsorder 1873 die preußische Genehmigung zur Führung des Freiherrntitels. Erstgenannter erhielt noch selben Jahres auch die dahingehende oldenburgische Anerkennung.
Aus der Linie Medel wurde der Erbherr auf Alt Harm und Habbat Christoffer Friedrich von Toll nebst seinem Neffen dem russischen Leutnant und Erbherrn auf Wissust und Tilsit, 1746 bei der Estländischen Ritterschaft, zuletzt genannter zudem 1747 auch bei der Livländischen Ritterschaft immatrikuliert. Bereits im Jahr 1741 wurde Ebbe Ludwig von Toll, Erbherr auf Arromois und Paunküll bei der Oeselschen Ritterschaft sowie ebenfalls 1746 bei der Estländischen Ritterschaft immatrikuliert.
Die Nachfahren der Brüder Georg von Toll († 1731), Erbherr auf Karky und Wesselsdorf und Friedrich von Toll († 1720), Erbherr auf Karrinöm und Wattel wurden ebenfalls 1741 bzw. 1746 bei der Oeselschen bzw. Estländischen Ritterschaft immatrikuliert. Der der Linie Wesselsdorf angehörende russische General Karl Wilhelm von Toll (1777–1842) wurde 1814 in Schönbrunn in den österreichischen Freiherrnstand gehoben. 1829 erfolgte seine Hebung in den russischen Grafenstand. Ihm hatte Tolstoi in seinem Hauptwerk Krieg und Frieden ein literarisches Denkmal gesetzt.
Eine Linie des Geschlechts siedelte nach Argentinien aus.
Friederike Luise Schwarzlose (1827–1897), Adoptivtochter von Ludwig Ernst Philipp von Toll (1775–1851), wurde im September 1846 unter Beigabe des Tollschen Namens und Wappens in den preußischen Adelstand gehoben. Sie vermählte sich im Oktober 1846 mit dem preußischen Major Leopold von Versen (1791–1868).

## Historischer Güterbesitz
Die Familie war im Baltikum umfassend begütert, so auf Oesel → Arromois, Arrust, Calli, Joggis, Kachtla, Karky (1648–1772), Kusenöm, Lihasoo, Medel, Alt Nempa, Nenna, Pechtel, Piddul, Pychla, Sellie, Siksaar und Wessendorf; in Estland → Essemäggi, Alp, Arroküll (1820–1919), Birkas, Etz, Habbat, Alt Harm, Hördel, Karrinöm, Kiwidepäh, Kuckers (bis 1919), Meyris, Niens, Pargenthal, Perifer (bis 1919), Rosenthal, Ruil, Thula, Undel, Walling, Wattel und Wodja (bis 1919); in Livland, estnischer Distrikt → Abenkat (1729–1730), Linnamäggi (1798), Neu Pigant (1806), Tilsit (1765–1803) und Wissest (1750–1765); lettischer Distrikt → Hilchensfähr (1839), Selsau (1649) und Taubenhof (1727)

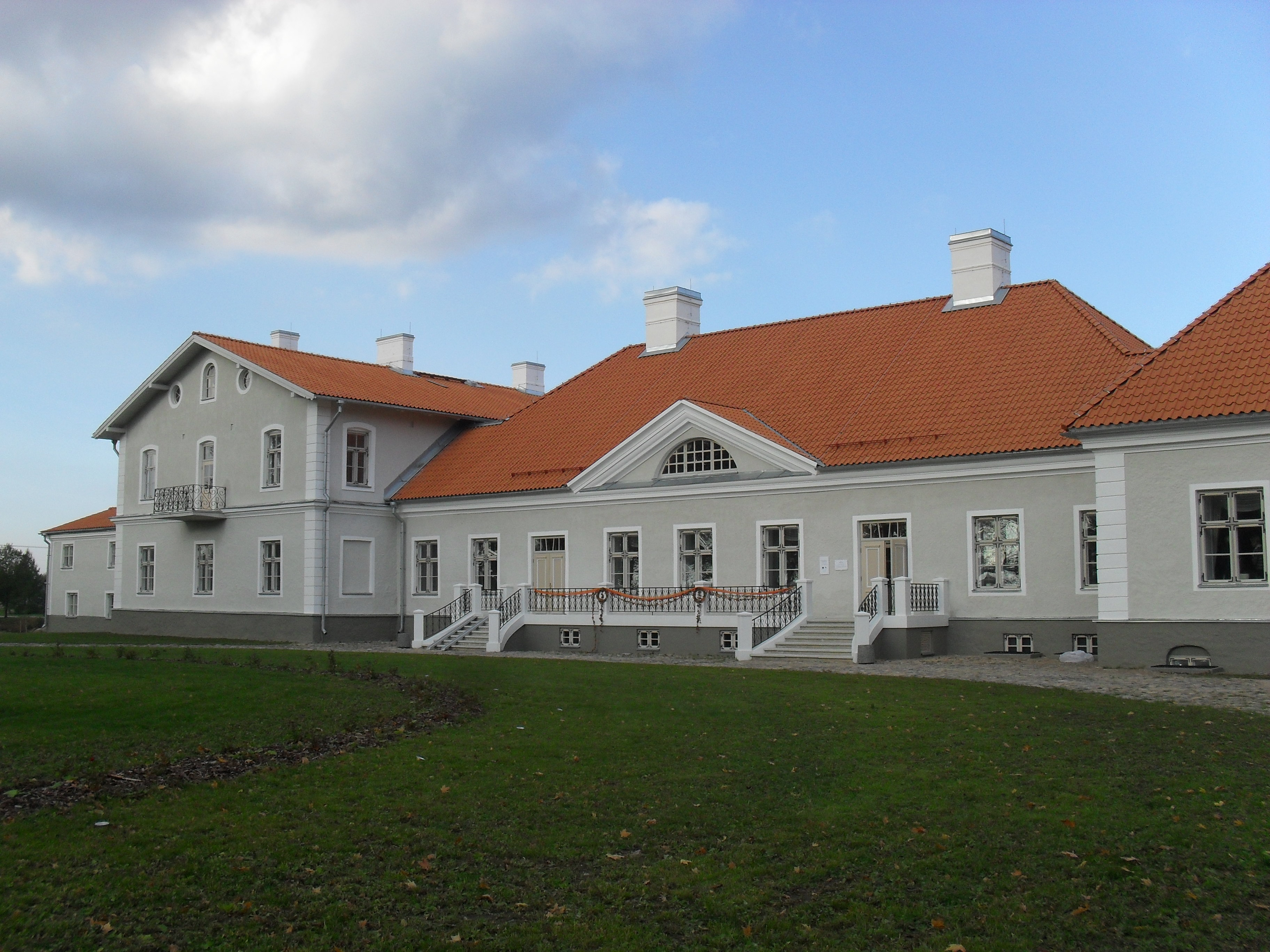
Herrenhaus Kuckers (2010)
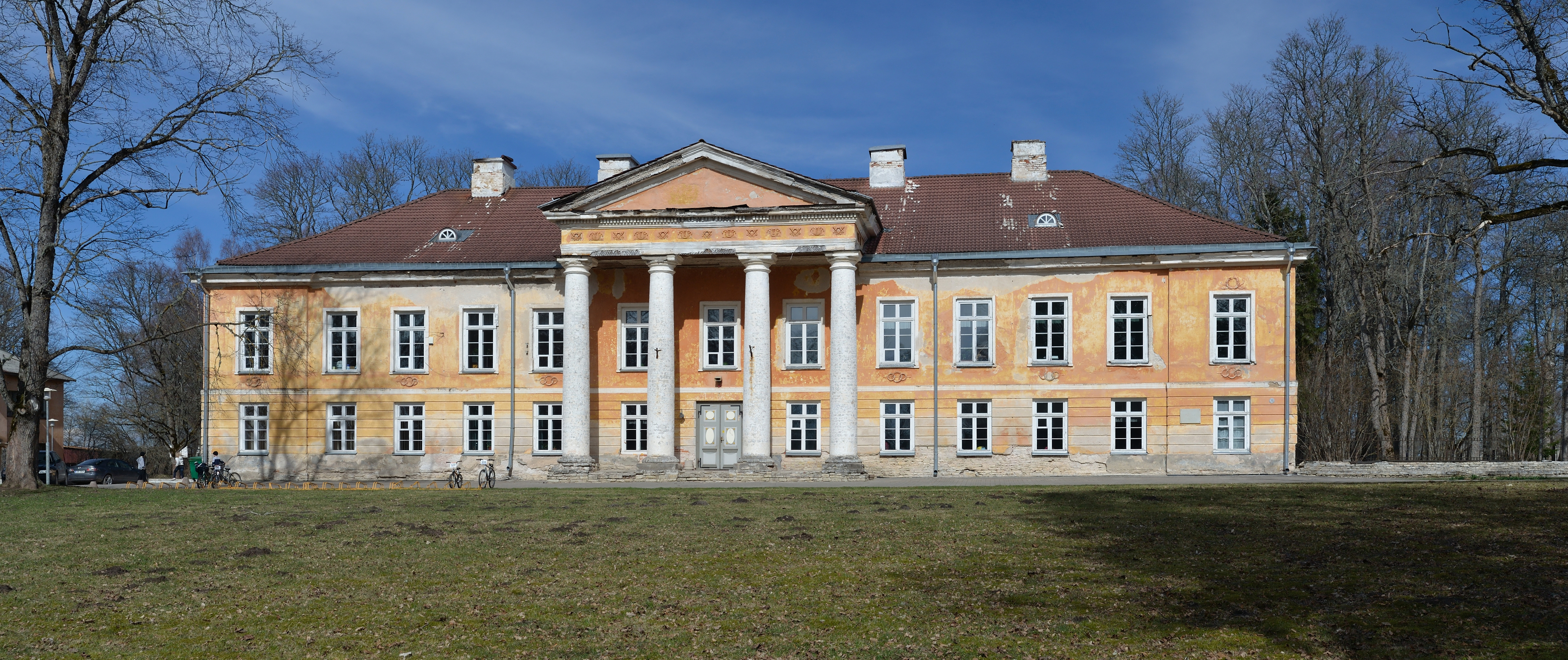
Herrenhaus Arroküll (2012)
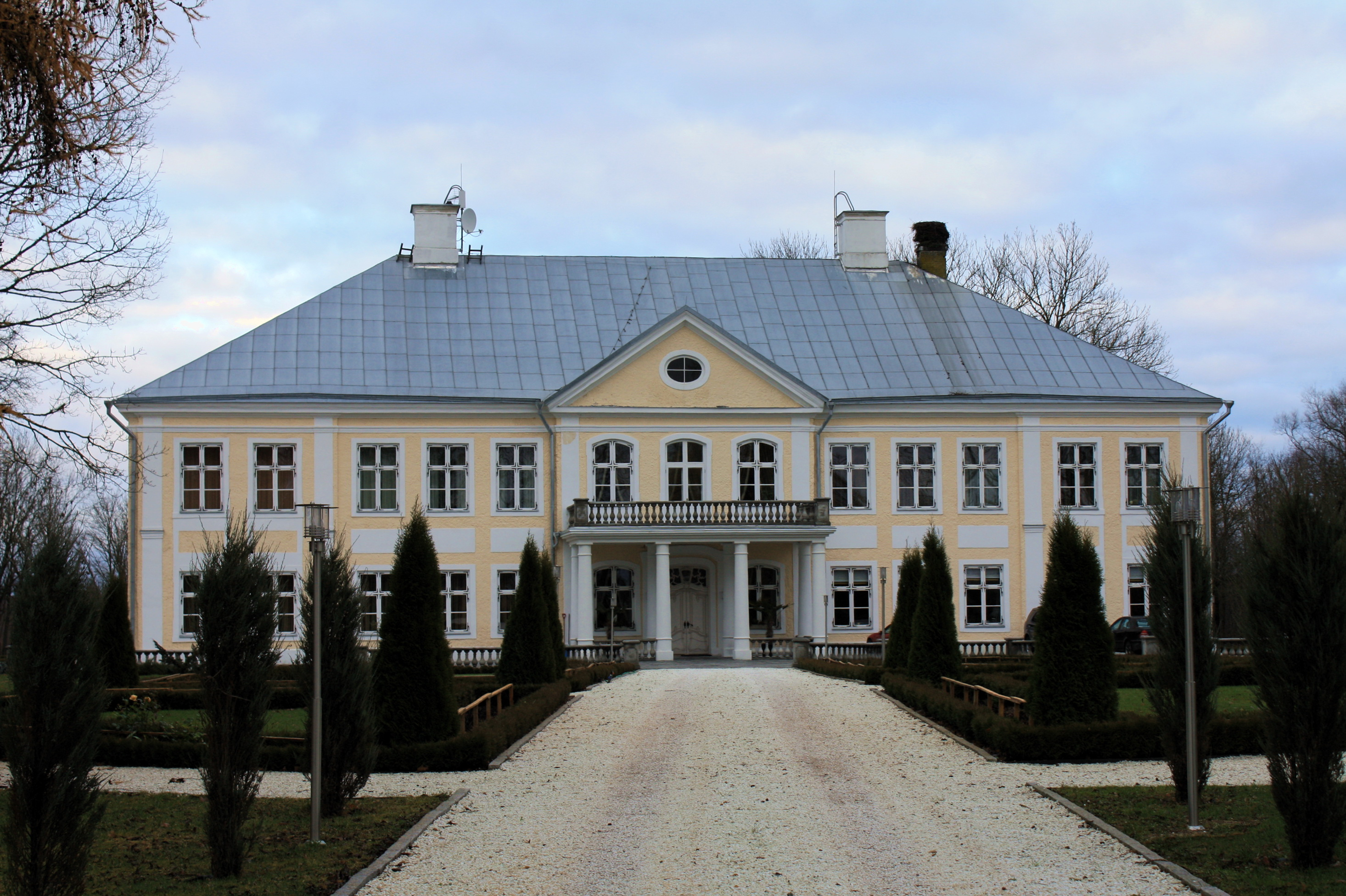
Herrenhaus Essemäggi (2010)

## Angehörige
- Georg Heinrich von Toll (1692–1763), hessischer Generalleutnant und Kommandant von Marburg
- Johann Christopher von Toll (1743–1817), schwedischer Feldmarschall und Politiker
- Ludwig Ernst Philipp von Toll (1775–1851), preußischer Generalleutnant
- Karl Wilhelm von Toll (1777–1842), russischer General der Infanterie und Mitglied des Reichsrats
- Karl von Toll (1801–1869), preußischer Generalleutnant
- Robert von Toll (1802–1876), estnischer Landrat und Historiker, Offizier der kaiserlich russischen Armee
- Harald von Toll (1848–1909), estländischer Ritterschaftssekretär und Stadtverordneter in Reval
- Paul von Toll (1849–1924), preußischer Generalmajor
- Eduard von Toll (1858–1902), russischer Polarforscher

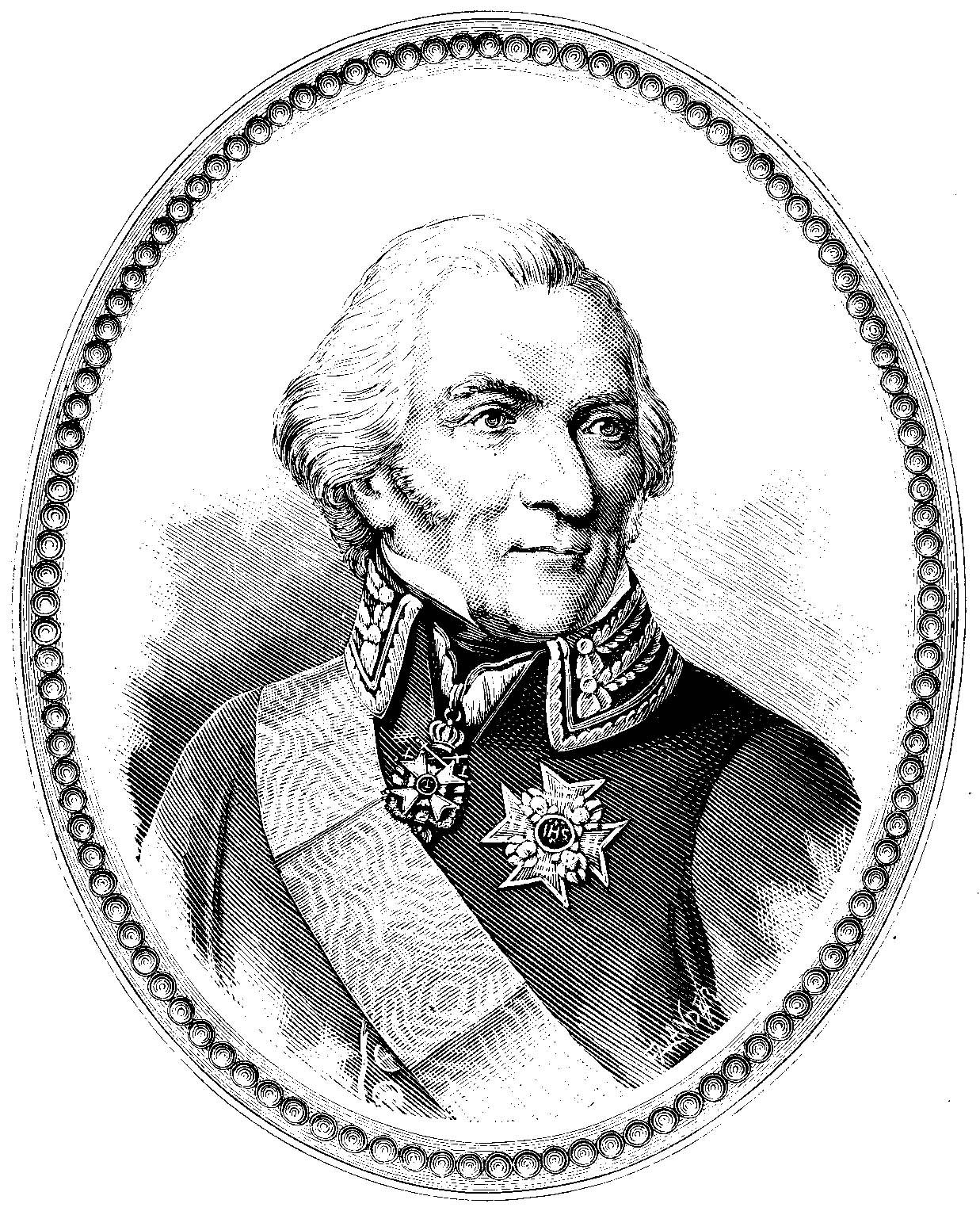
Johann Christopher von Toll (1743–1817)
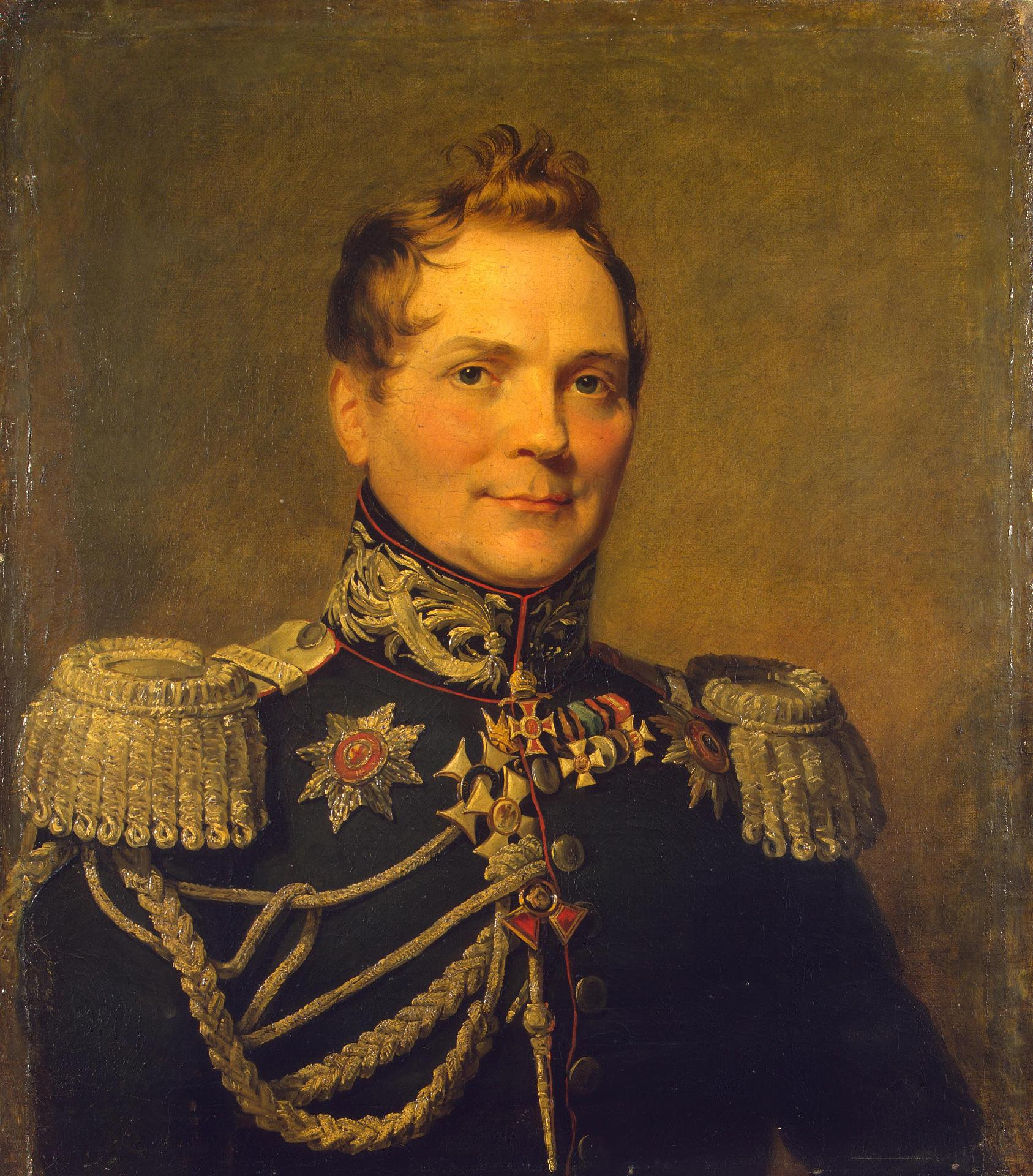
Karl Wilhelm von Toll (1777–1842)
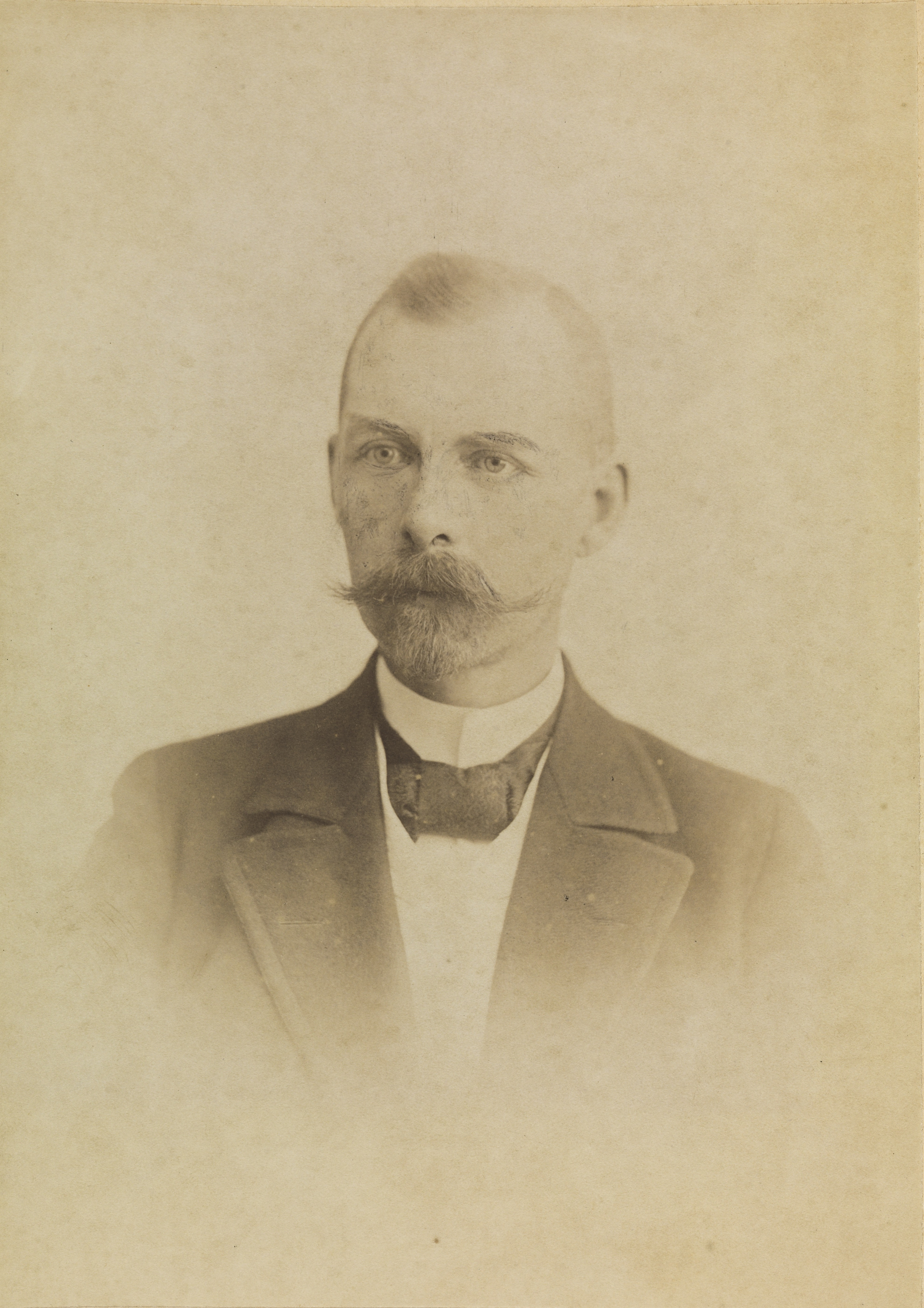
Eduard von Toll (1858–1902)

## Wappen

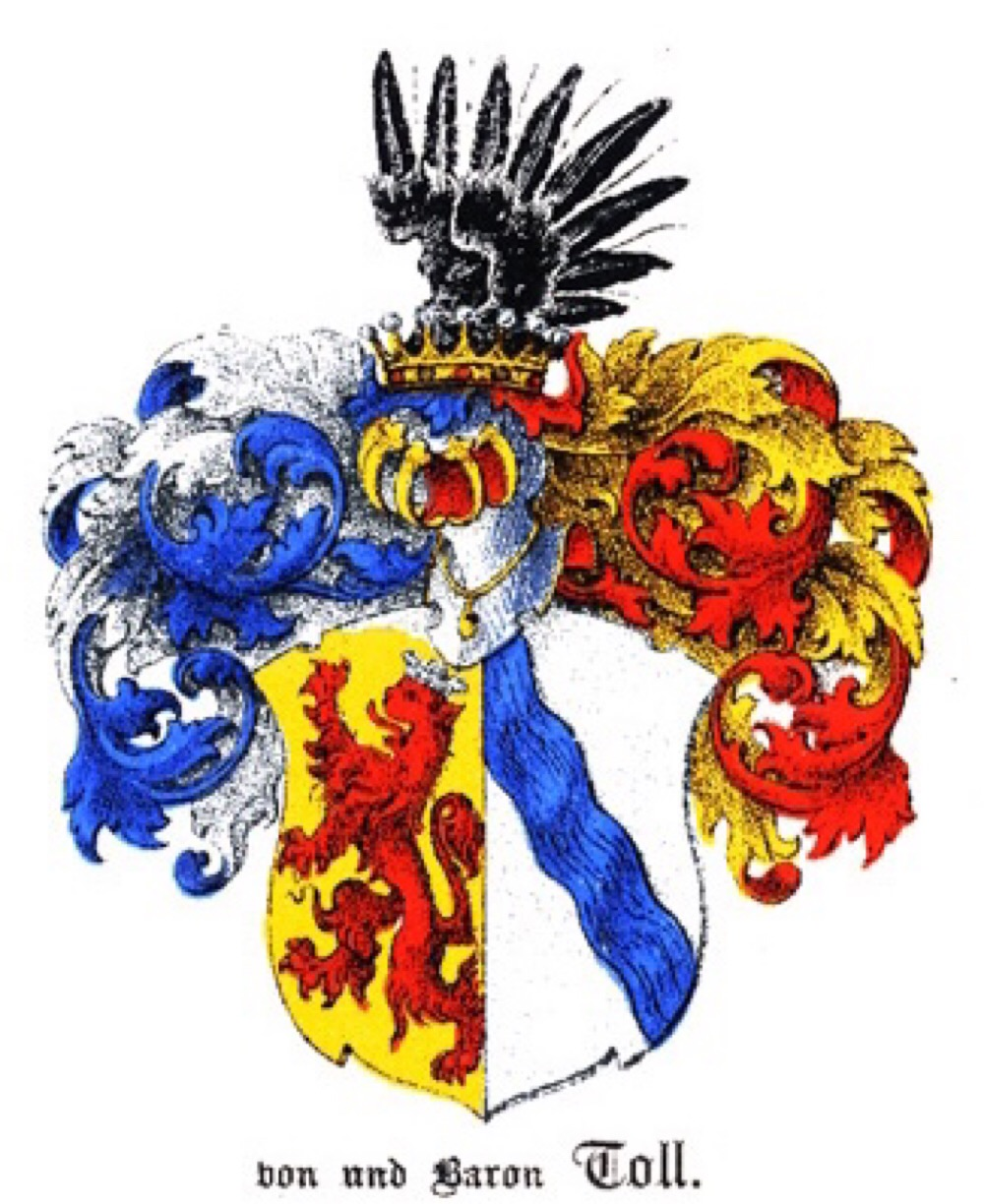
Wappen der untitulierten und Barone von Toll im Baltischen Wappenbuch

Das Stamm- und freiherrliche Wappen ist gespalten und zeigt vorn in Gold einen (silber)gekrönten roten Löwen, hinten in Silber einen blauen Schrägrechtsstrom. Auf dem gekrönten Helm mit rechts blau-silbernen und links rot-goldenen Decken ein geschlossener schwarzer Flug.
Einzelne Linien der Familie führen eine abweichende Tingierung. Die russischen Geschlechter Lewaschow, Swetschin und Jaschontow führen ein identisches Wappen, das sich in einem mutmaßlichen gemeinsamen Stammvater, einem Ritter Doll begründet.
Das schwedische freiherrliche und gräfliche Wappen (1799, 1813, 1814) ist innerhalb eines goldenen Schildrandes gespalten; rechts im von Rot und Silber geteilten Feld ein gekrönter roter Löwe; links im von Silber und Rot geteilten Feld ein blauer Schrägrechtsstrom. Zwei Helme ohne Decken; auf dem rechten ein geschlossener goldener Flug; auf dem linken zwei wachsende, geharnischte Arme, mit den bloßen Händen gemeinsam einen mit sieben natürlichen Pfauenfedern bestückten Spiegel an einem silbernen Stiel haltend. Als Schildhalter rechts einen um Haupt und Lende grünbekränzten Wilden Mann, mit der rechten eine hölzerne Keule aufsetzten; links einen aufsteigenden widersehenden Rappen. Wahlspruch: Standhaftigkeit.
Das österreichische freiherrliche Wappen (1814) ist im Schild dem Stammwappen identisch, jedoch mit drei Helmen darüber.
Auf dem rechten mit rot-goldenen Decken ein wachsender gekrönter goldener Löwe; auf dem mittleren rechts mit rot-goldenen links mit rot-silbernen Decken ein schwarzer Doppeladler; auf dem linken mit rot-silbernen Decken ein geschlossener, je mit einem silbernen Schrägrechtsstrom belegter, Flug. Als Schildhalter zwei Geharnischte, die Helme mit offenem Visier mit roten Straußenfedern bestückt, in der äußeren Hand je eine Turnierlanze haltend.

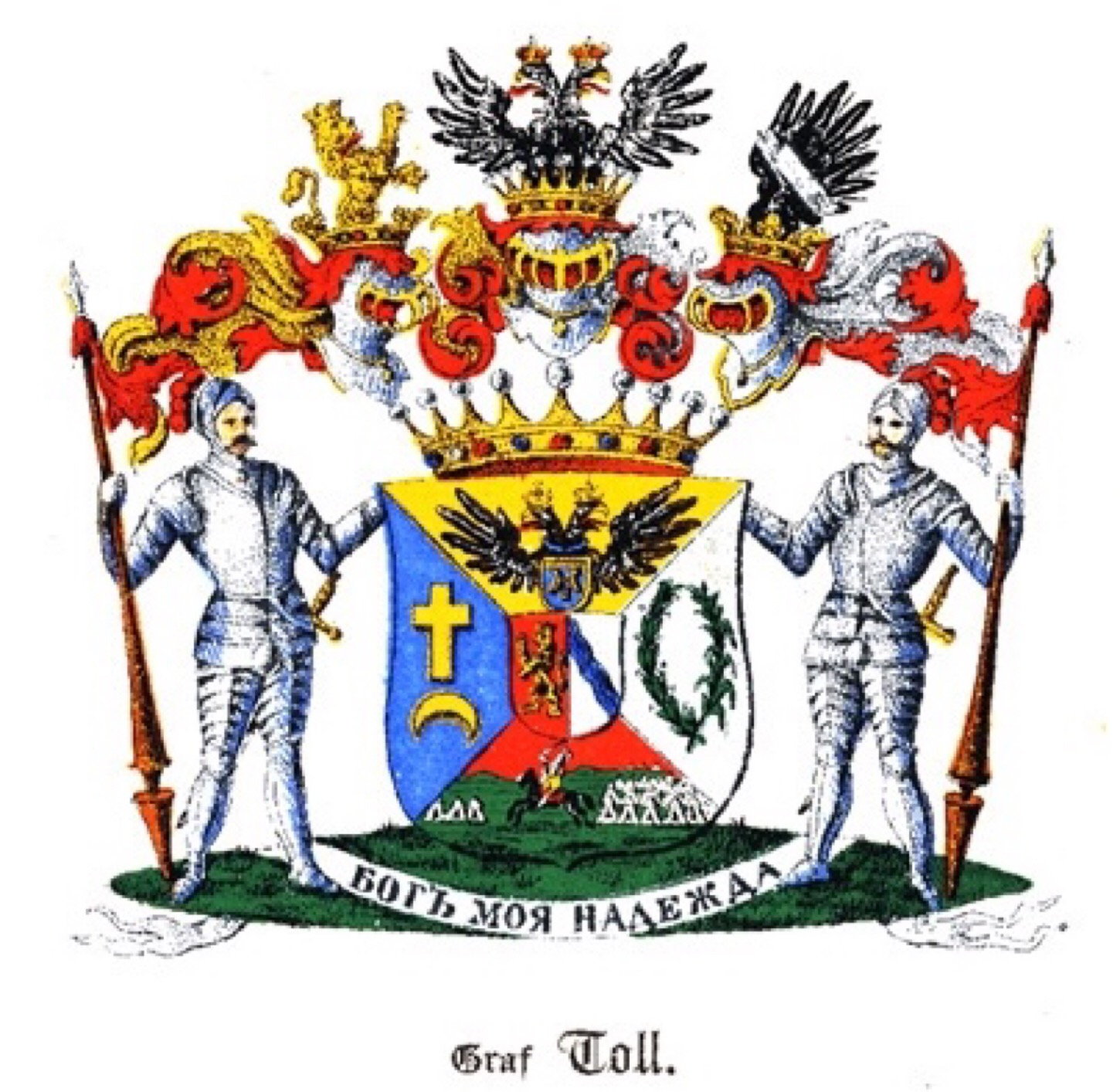
Wappen der Grafen von Toll im Baltischen Wappenbuch

Das russische gräfliche Wappen (1829) ist schräggeviert, belegt mit einem Herzschild (Stammwappen). Oben in Gold der russische Reichsadler mit goldeingefasstem blauem Brustschild mit den Initialen N I (Nikolaus I.); rechts in Blau ein abgeledigtes lateinisches Kreuz über einem gestürzten goldenen Halbmond; Links in Silber ein grüner Lorbeerkranz; unten in Rot auf grünen Ebene links ein Zeltlager, rechts mehrere Zelte, dazwischen auf einem Rappen mit roter Schabracke galoppierend ein Schwertschwingender Geharnischter. Drei Helme, rechts wie 1814, auf dem mittleren rechts mit rot-goldenen links mit rot-silbernen Decken der russische Reichsadler wachsend, links wie 1814. Die Schildhalter wie 1814. Wahlspruch: Gott ist meine Zuversicht.
Das Wappen (1846) ist geviert, 1 und 4 in Rot ein goldgekrönter goldener Löwe, 2 und 3 in Silber ein blauer Schrägrechtsstrom. Auf dem Helm mit rot-silbernen und rot-goldenen Decken, ein rechtsgekehrter, geschlossener goldener Flug.